# Artorima erubescens
Artorima erubescens – gatunek roślin z monotypowego rodzaju Artorima z rodziny storczykowatych (Orchidaceae). Rośliny epifityczne rosnące w sezonowo suchym tropikalnym biomie. Występują w Ameryce Środkowej w południowo-zachodnim Meksyku.

## Systematyka
Gatunek sklasyfikowany do podplemienia Laeliinae w plemieniu Epidendreae, podrodzina epidendronowe (Epidendroideae), rodzina storczykowate (Orchidaceae), rząd szparagowce (Asparagales) w obrębie roślin jednoliściennych.